# Manado Tua
Manado Tua, en indonésien Pulau Manado Tua, littéralement en français « Vieille Manado », aussi appelée Babontehu, en indonésien Pulau Babontehu, est une île d'Indonésie située dans la mer de Célèbes, au nord de Sulawesi.

## Géographie

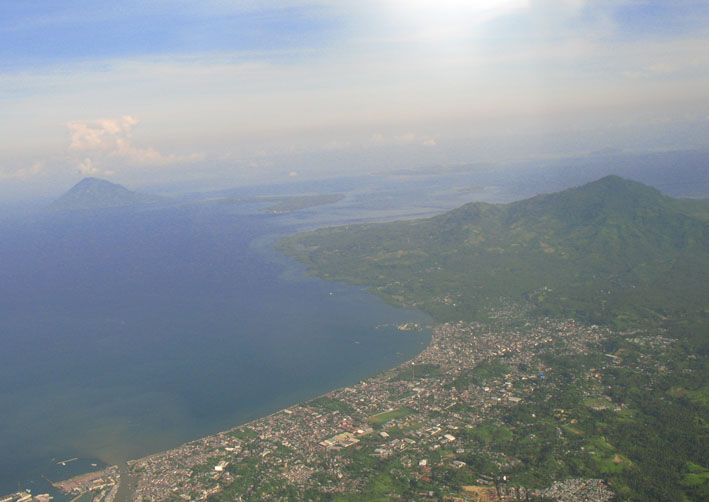
Vue aérienne de Manado sur Sulawesi (premier plan) et de Manado Tua (à gauche).

Manado Tua est située non loin de Manado, la capitale de la province de Sulawesi du Nord dont elle constitue une kota et dont Manado Tua dépend.
L'île constitue la partie émergée d'un volcan endormi, le Manado Sua, en indonésien Gunung Manado Sua, qui culmine à environ 600 mètres d'altitude. Avec quatre autres îles, elle est incluse dans le parc national marin de Bunaken. C'est près de Manado Tua qu'a été trouvée la seconde espèce de cœlacanthe, le Latimeria menadoensis.

## Histoire
Selon la tradition, l'ancien royaume de Manado avait Manado Tua pour centre et dont le nom était Manadou ou Wanazou, ce qui signifie en français « sur la côte lointaine » ou « au loin ». L'influence du royaume s'étendait sur plusieurs autres îles dispersées le long du littoral septentrional de Sulawesi. Elle incluait probablement Lembeh située en face du port de Bitung, sur la côte orientale de la péninsule nord de Sulawesi. Le premier roi de Manado s'appelait Unsulangi, ou selon des sources de Sangir, Winsulangi. Il était probablement originaire de Lembeh.
La population du royaume était constituée de divers groupes : Bolaang, Loloda, Malesung (ancien nom de la région de Minahasa dans la péninsule) et des populations originaires des îles de Sangir, Ternate, Tidore et même de Mindanao (dans le sud des actuelles Philippines). On appelait cette population Babontehu, nom qui vient de wawo signifiant « haut » et tewu signifiant « eau », soit Wawo'ntewu.